# 踏十里站
踏十里站（：／ Dapsimni yeok */?）是首都圈電鐵5號線沿線的一座地下車站，位於韓國首爾特別市東大門區踏十里洞。

## 車站結構
站體為2面2線側式月台的地下車站，候車月台設有月台幕門，並有8處出口。
本站無法轉乘對向列車。

### 月台配置
| 馬場 ↑   |
| \| 上    |
| ↓ 長漢坪 |

| 月台 | 路線             | 目的地                                           |
| ---- | ---------------- | ------------------------------------------------ |
| 上行 | ●首都圈電鐵5號線 | 往十里、青丘、金浦機場、傍花方向                 |
| 下行 | ●首都圈電鐵5號線 | 長漢坪、君子、千戶、上一洞、河南黔丹山、馬川方向 |

## 歷史
- 1995年11月15日：落成啟用。

## 車站周邊
- 踏十里5洞治安中心
- 東大門區廳
- 首爾商會東部分會
- 君子車輛基地
- 首爾交通公社本社
- 龍踏圖書館
- 龍踏派出所
- 儂特利龍踏店
- Home plus（朝鲜语：홈플러스）東大門店
- 龍踏站

## 圖片

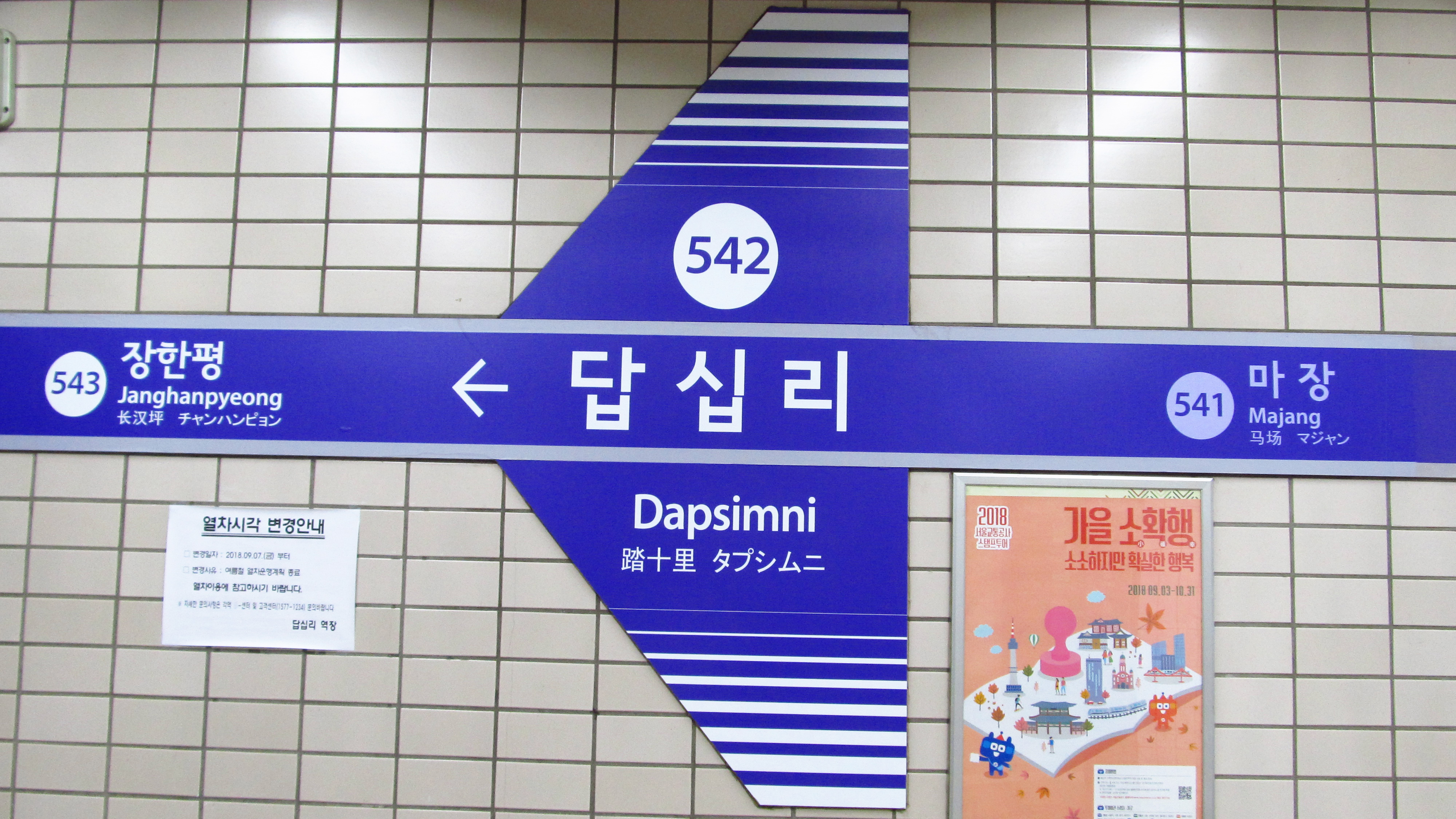
站名牌
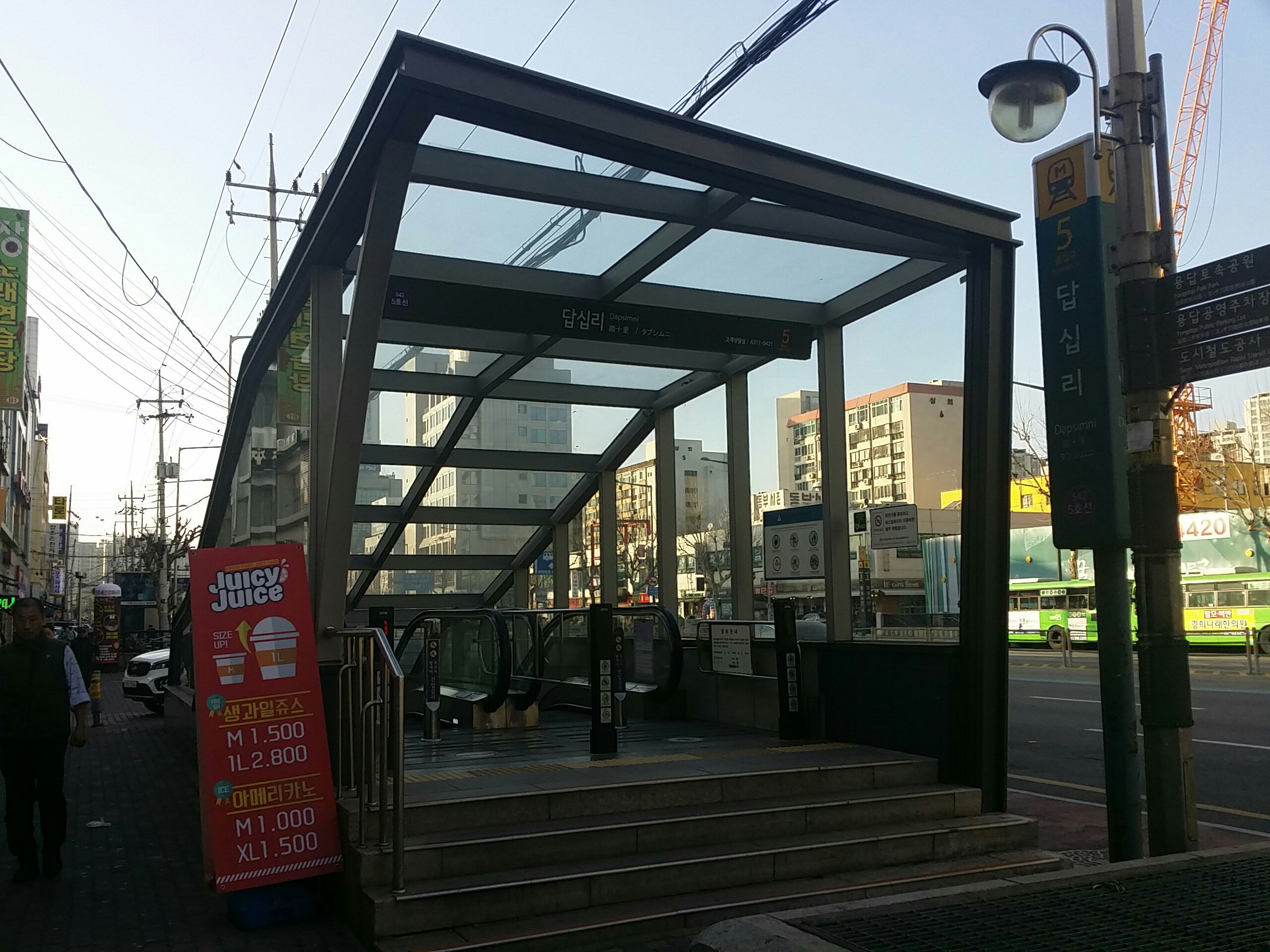
5號出口
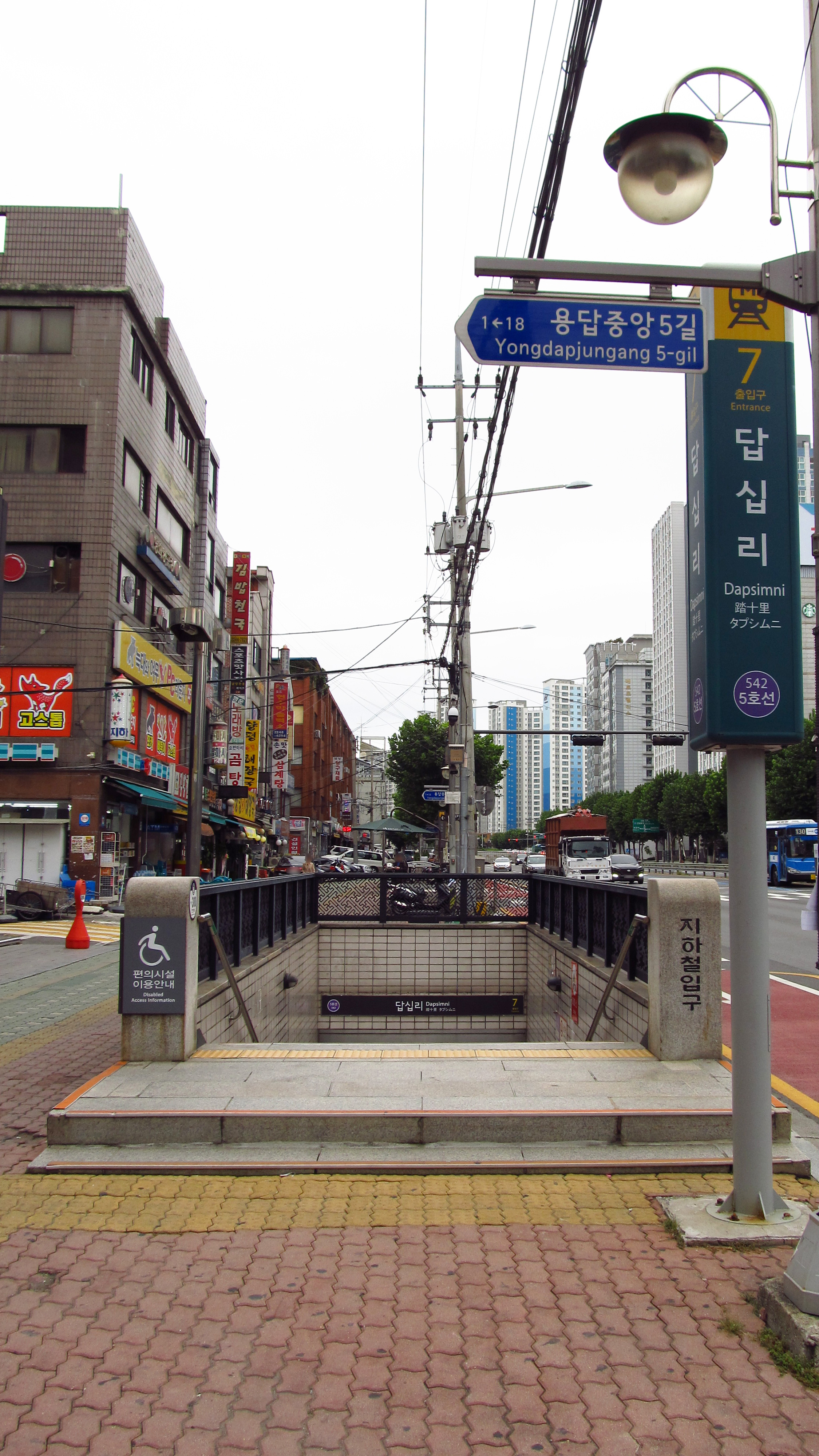
7號出口
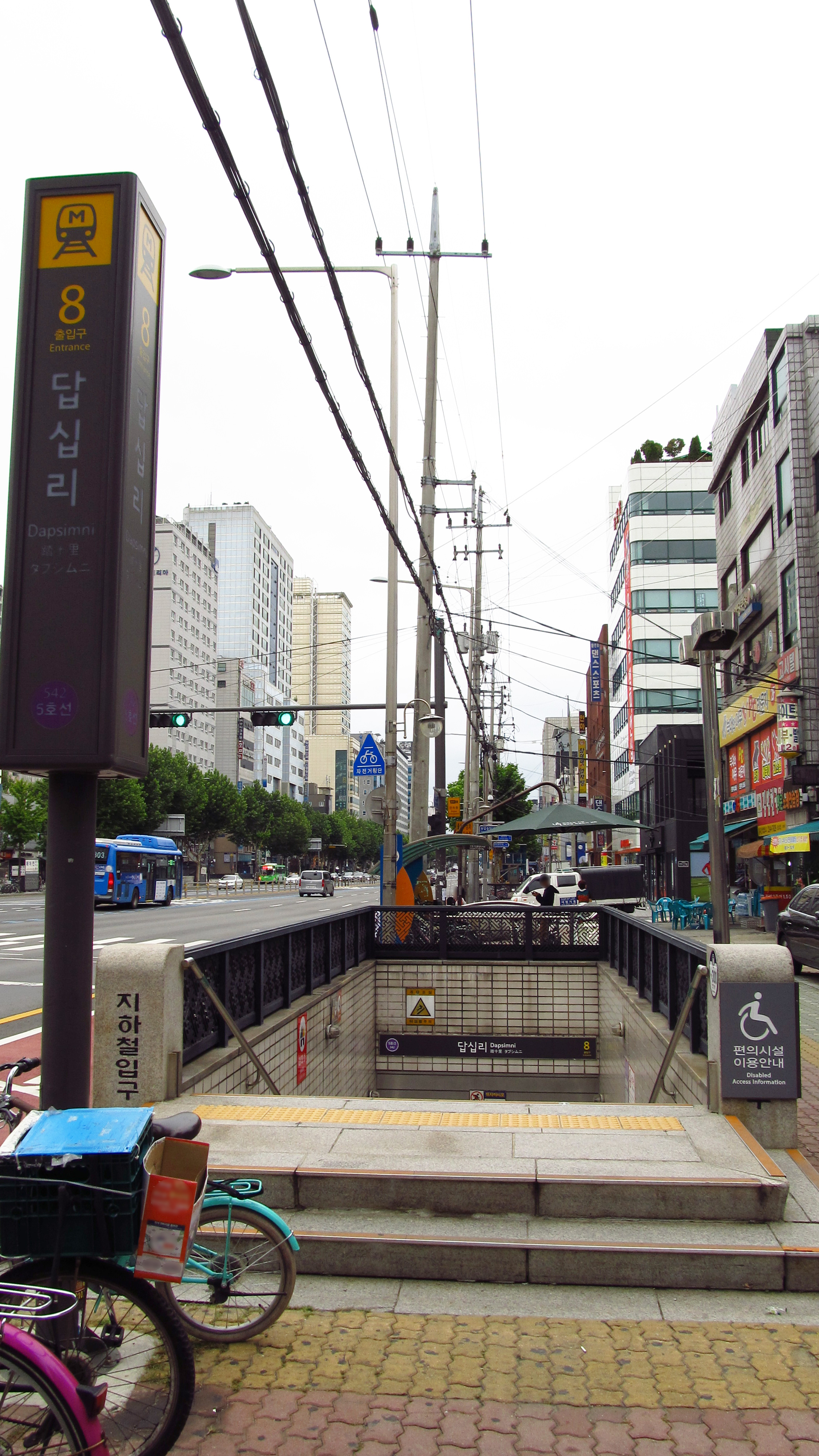
8號出口

## 相鄰車站
首爾交通公社
●首都圈電鐵5號線
馬場（541）－踏十里（542）－長漢坪（543）